# Lil' Chuckee
Rashad Chuckee Ballard (New Orleans, Louisiana, 1 oktober 1995) bekend als Lil' Chuckee of Lil' G, is het jongste lid van Young Money Entertainment, de entertainmentgroup van rapper Lil Wayne, waar hij in 2009 tekende. Hij staat bekend als rapper, maar verder is hij ook danser en acteur. Als rapper maakt hij deel uit van het rappersduo "Young Hot Boyz", samen met mede-rapper Lil Twist, ook lid van Young Money Entertainment.

## Discografie

### Mixtape: Rapper's Market
1. Lil Chuckee - Steady Mobbin (Intro) (2:32)
2. Lil Chuckee & Gudda Gudda - Get The Record Straight (4:15)
3. Lil Chuckee & Drake - Forever (8:21)
4. Lil Chuckee & Bigga Rankin - Ice Cream (Remix) (2:02)
5. Lil Chuckee & Yo Gotti - 5 Star (1:51)
6. Lil Chuckee & PNC Feat. 5 Ward Webbie - So Attracked (5:53)
7. Lil Chuckee & Mack Maine - Always Strapped (5:02)
8. Lil Chuckee & New Boys - Jerk (3:48)
9. Lil Chuckee - Day In The Market 1 (2:26)
10. Lil Chuckee Feat. Lil Scrappy, Ludacris & Rich Kids - Patna Dem (4:00)
11. Lil Chuckee & Baby Sis Feat. Lil Wayne, Drake & Young Jeezy - Going In (5:18)
12. Lil Chuckee & Kalikwest - Wasted (Remix) (1:49)
13. Lil Chuckee - So Fresh And Clean (Remix) (2:48)
14. Lil Chuckee & Mullage - Trickin (Remix) (1:39)
15. Lil Chuckee - Swag Surfin (Remix) (1:55)
16. Lil Chuckee - Brake Up (Remix) Nick Answer Day At The Market 2 (4:44)
17. Lil Chuckee & Tit Feat. Brisco - Duffle Bag (Remix) (2:37)
18. Lil Chuckee - Walk That Walk (Remix) (2:07)
19. Lil Chuckee & Joey Day - What It Is (Remix) (1:48)
20. Lil Chuckee & Young Money - Bedrock (5:34)
21. Lil Chuckee - God N Me (Remix) (1:29)
22. Lil Chuckee - Day At The Market (Outro) (1:26)

### Mixtape: Rapper's Market 2: Shop Never Closed
1. Lil Chuckee – Intro
2. Lil Chuckee – I'm 'Bout It
3. Lil Chuckee – Monster
4. Lil Chuckee – Speakers Goin' Hammer
5. Lil Chuckee – Unstoppable
6. Lil Chuckee – Twap Daddy
7. Lil Chuckee – Standing In The Kitchen (Feat Jacquees)
8. Lil Chuckee – Fire Flame
9. Lil Chuckee – Right Above It
10. Lil Chuckee – Get Big
11. Lil Chuckee – Black & Gold
12. Lil Chuckee – Circle
13. Lil Chuckee – Hard In The Paint
14. John Boy – Let That Boy Cook (Feat Lil Chuckee)
15. Gyptian – Hold Yuh (Feat Lil Chuckee & Nicki Minaj)
16. Rich Kids – I See You (Feat Lil Chuckee)
17. Lil Chuckee – Just The Way You Are
18. Lil Chuckee – Airplanes
19. Lil Chuckee – Give It To Me
20. Lil Chuckee – Lil Gangsta
21. Lil Chuckee – Block Is Hot (Part 2)
22. Lil Chuckee – Outro

- Library of Congress Control Number: n2012074037
- Virtual International Authority File: 289675208